# 윤양래
윤양래(尹陽來, 1673년 ~ 1751년)는 조선의 문신이다. 자는 계형, 호는 회와, 본관은 파평이다.

## 생애
숙종 때 문과에 급제하였으며 글씨 쓰는 것이 매우 빨라 '비주서'란 별명을 얻었다. 그 후 주청부사로 청에 다녀왔는데, 정권을 잡고 있던 소론으로부터 '청에 갔을 때 경종의 질병을 함부로 발설했다'는 탄핵을 받고 벼슬에서 쫓겨났다. 노론이 정권을 잡자 풀려났는데, 공조참판을 거쳐 대사간으로 있을 때 탕평책을 건의하여 왕의 신임을 받았다.

## 글씨
그는 특히 글씨와 시에도 뛰어났는데, 글씨로 〈영상 윤인경 비〉가 전해진다.